# Alfred Krink
Alfred „Fred“ Krink (* 7. Juli 1933 in Berlin; † 21. Juli 2022 in Hamburg) war ein deutscher Pädagoge und Hörspielregisseur.

## Leben
Krink studierte Literaturwissenschaft, Germanistik, Geschichte, Theaterwissenschaft, Philosophie, Pädagogik und Psychologie. Zudem erhielt er eine  Ausbildung zum Schauspieler und Regisseur. 
Er war Dozent an der Hamburgischen Schauspielschule und danach Gymnasiallehrer, Dozent für Literaturwissenschaft an der Universität Hamburg und Oberstudiendirektor am staatlichen Studienseminar. Nach einer Tätigkeit als Direktor des Instituts für Lehrerfortbildung in Hamburg war Krink zwischenzeitlich sechs Jahre Erster Fernsehredakteur mit Regieverpflichtung beim NDR als Schul- und Sachbuchautor sowie Herausgeber pädagogischer Reihen.
Ab 1995 war Krink Autor und Regisseur für pädagogische Multimedia-Programme.

## Hörspielserien
- Kerlchens Abenteuer (5teilig) mit Manfred Steffen. Prod.: Jahreszeiten Verlag, 1980.
- Die große Reise (4teilig) mit Manfred Steffen. Prod.: Jahreszeiten Verlag, 1981.